# Ophiorrhiza dolichophylla
Ophiorrhiza dolichophylla är en måreväxtart som beskrevs av Elmer Drew Merrill. Ophiorrhiza dolichophylla ingår i släktet Ophiorrhiza och familjen måreväxter. Inga underarter finns listade i Catalogue of Life.